# Delphinium tetragynum
Delphinium tetragynum är en ranunkelväxtart som beskrevs av Wen Tsai Wang. Delphinium tetragynum ingår i släktet storriddarsporrar, och familjen ranunkelväxter. Inga underarter finns listade i Catalogue of Life.